# Johann Bartholomäus Krüger
Johann Bartholomäus Krüger (auch: Crüger; * 12. Dezember 1608 in Wittenberg; † 2. November 1638 in Königsberg (Preußen)) war ein deutscher Mediziner.

## Leben
Der Sohn des praktischen Arztes Bartholomäus Krüger (* 30. April 1579 in Danniko bei Magdeburg; † 23. Mai 1613 in Wittenberg) und dessen Frau Margaretha (1584–1612), der Tochter des Wittenberger Ratsherrn Magnus Person, kam nach dem frühen Tod seiner Eltern in die Obhut seines Vormundes Balthasar Meisner. Dieser hielt ihn zum Lernen an, so dass er bereits in jungen Jahren 1620 in den Kreis der Studenten an der Universität Wittenberg aufgenommen wurde. Insbesondere befasste er sich mit der griechischen und hebräischen Sprache und hätte als siebzehnjähriger bereits den akademischen Grad eines Magisters der Philosophie absolvieren können.
Da er sich aber wesentlich mehr von den medizinischen Wissenschaften angezogen sah, absolvierte er medizinische Studien bei Daniel Sennert. Dieser riet ihm 1629 an die Universität Jena zu wechseln, wo er drei Jahre lang Studien zur Botanik und Anatomie bei Werner Rolfinck (1599–1673) absolvierte. Nach kurzem Aufenthalt an der Universität Leipzig, wollte er eine Bildungsreise nach Italien unternehmen, jedoch der Dreißigjährige Krieg hinderte ihn daran. So gelangte er am 26. Oktober 1632 an die Universität Königsberg in Preußen, wo er an Disputationen der dortigen Hochschule teilnahm.
1633 hatte er eine Hauslehrerstelle auf dem Lande gefunden und übte sich als Landarzt in der medizinischen Praxis. Nach Königsberg zurückgekehrt, erwarb er sich am 20. Dezember 1634 das Lizentiat der Medizin, wurde 1635 Adjunkt der medizinischen Fakultät und am 13. Juni 1636 als ordentlicher Professor der Medizin und Physik. Krüger der sich vor allem für die Ausbildung seiner Studenten einsetzte, wurde ein Opfer seines Berufes. Er hatte sich mit der Schwindsucht infiziert und verstarb daran. Sein Leichnam wurde am 5. November im Dom von Königsberg beigesetzt, wo man ihm auch ein Epitaph widmete.
Aus seiner am 13. Januar 1637 geschlossenen Ehe mit Catharina, der Tochter des Mediziners Georg Loth (1579–1635), ist eine Tochter hervorgegangen.